# Astronomie des phénomènes transitoires
L'astronomie des phénomènes transitoire (nommée en anglais time domain astronomy), ou étude des phénomènes transitoires, est la branche de l'astronomie qui s'intéresse au changement des objets astronomiques au cours du temps. Ce changement peut être dû à un mouvement (rotation, révolution, etc.) ou à un changement intrinsèque de l'objet. Les objets et phénomènes étudiés incluent les supernovas, les étoiles éruptives, les sursauts gamma, les blazars et les noyaux actifs de galaxies.
Selon les phénomènes étudiés, l'astronomie des phénomènes transitoires se subdivise en plusieurs branches :
- l'astronomie des phénomènes transitoires dans le domaine des térahertz